# Stosunki polsko-australijskie
Stosunki polsko-australijskie obejmują kontakty polityczne, współpracę w zakresie gospodarki, nauki i kultury oraz wymiar społeczny.

## Polityka

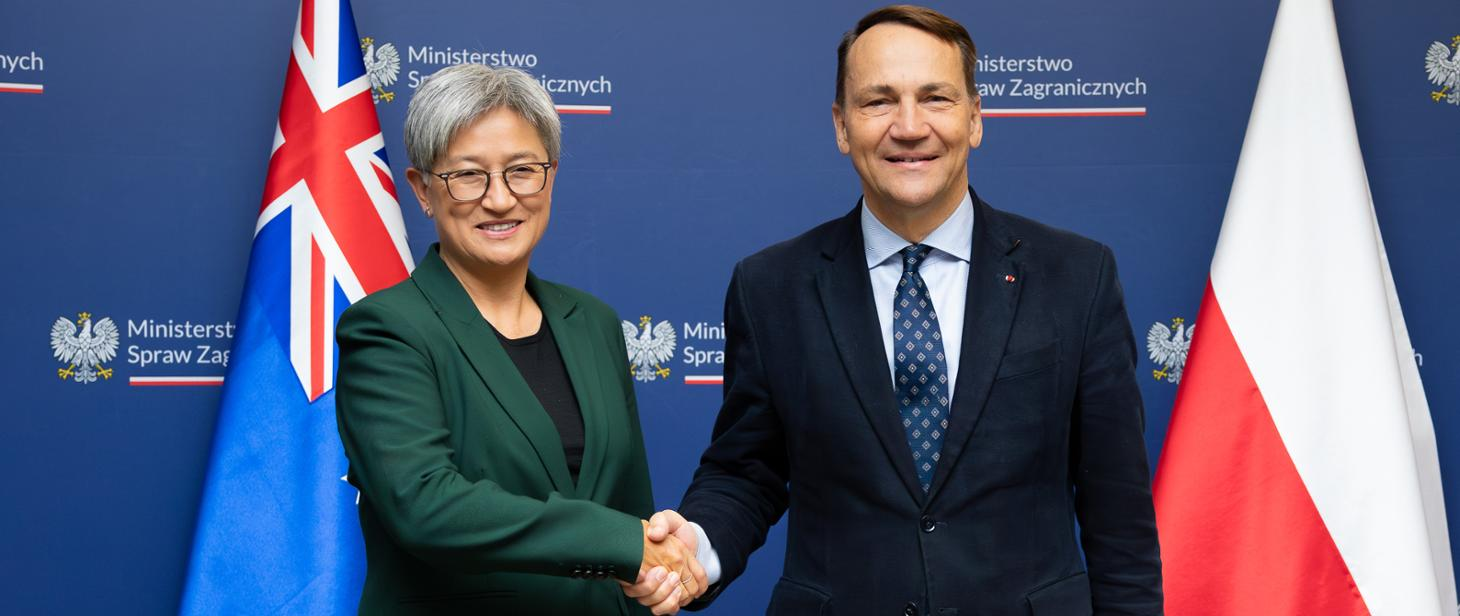
Ministrowie spraw zagranicznych Australii i Polski: Penny Wong i Radosław Sikorski podczas spotkania w Warszawie, 2025

Stosunki dyplomatyczne zostały nawiązane w czasach PRL w 1972 roku. Po 1989 roku wielokrotnie miały miejsce wizyty i spotkania na wysokim szczeblu. Wizyty w Australii składali m.in.: prezydent Andrzej Duda (2018), marszałek Senatu Bogdan Borusewicz (2007 i 2014), minister spraw zagranicznych Radosław Sikorski (2013), minister spraw zagranicznych Witold Waszczykowski (2017) oraz minister obrony narodowej Mariusz Błaszczak (2018). Ze strony australijskiej wizyty w Polsce składali m.in.: gubernator generalny David Hurley (2022), wicepremier i minister obrony Richard Marles (2024), minister spraw zagranicznych Stephen Smith (2009), minister spraw zagranicznych Julie Bishop (2014) oraz minister spraw zagranicznych Penny Wong (2025).

## Gospodarka
W 2023 roku wartość wymiany handlowej między oboma krajami osiągnęła wartość około 1,66 mld USD z saldem dodatnim po stronie Polski. W polskim eksporcie do Australii (w 2023 roku osiągnął wartość 1,05 mld USD) głównymi pozycjami są maszyny, urządzenia i sprzęt transportowy, natomiast australijski import do Polski obejmuje głównie surowce, paliwa, oleje i rudy metali.
Dwustronne umowy gospodarcze dotyczą m.in.: wzajemnego popierania i ochrony inwestycji (1991), unikania podwójnego opodatkowania (1991), komunikacji lotniczej (2004) i zabezpieczenia społecznego (2009).

## Nauka, kultura i wymiar międzyludzki

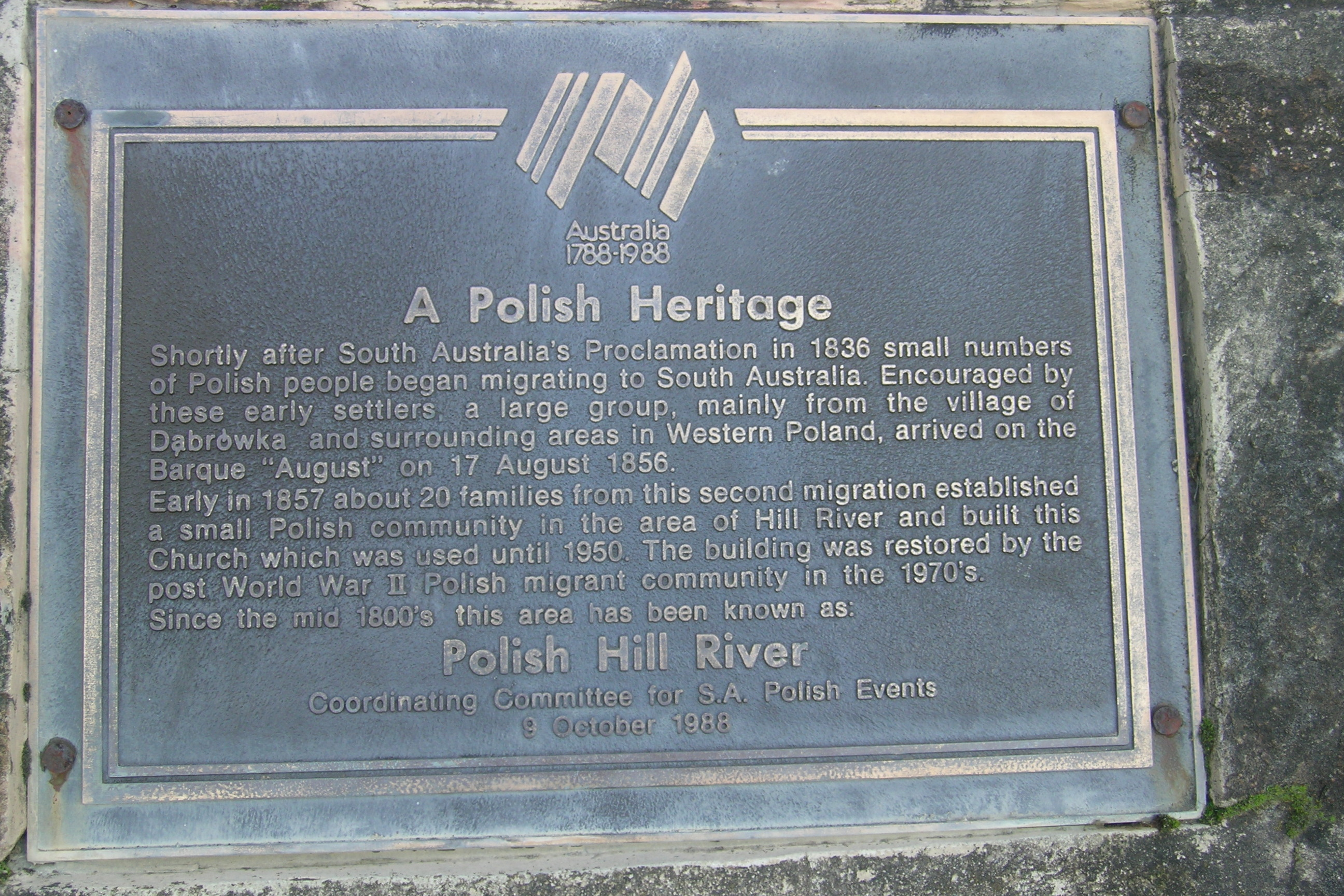
Tablica upamiętniająca osadników polskich w Polish Hill River

Rozwojowi kontaktów międzyludzkich sprzyja podpisane w 2014 roku dwustronne porozumienie w sprawie wydawania wiz uczestnikom programu Zwiedzaj i Pracuj.
Narodowa Agencja Wymiany Akademickiej prowadzi w Australii projekty wspierające międzynarodową wymianę akademicką oraz działalność promocyjną. Polskie ośrodki naukowe i firmy współpracują z partnerami australijskimi w obszarze badań naukowych i wdrażania innowacyjnych technologii.. 
Według spisu powszechnego z 2021 roku w Australii mieszka 210 tysięcy osób polskiego pochodzenia, w tym 45 tysięcy posługujących się w kontaktach domowych językiem polskim. Obecność Polaków w Australii sięga XIX wieku. Największym wydarzeniem kulturalnym Polonii australijskiej jest Festiwal Polskiej Sztuki i Kultury PolArt, który odbywa się od 1975 roku co trzy lata.